# Sylvia Tóth
Sylvia Catharina Tóth (Den Haag, 10 februari 1944) is een Nederlands zakenvrouw. Ze werd vooral bekend als voorzitter van de raad van bestuur van het uitzendbureau Content.

## Biografie
Tóth werd geboren te Den Haag, maar had aanvankelijk de Hongaarse nationaliteit. Als 15-jarig kind moest ze van haar vader van het lyceum af om te gaan werken. Ze begon te werken als uitzendkracht, maar volgde ondertussen de avond-HBS en studeerde nog enige tijd psychologie aan de Rijksuniversiteit Leiden. Aan het begin van de jaren 70 werd ze directeur van uitzendbureau Content. Ze kocht de andere aandeelhouders uit, bouwde Content uit tot een middelgroot uitzendbureau en bracht het bedrijf naar de beurs. Hiermee werd Tóth de eerste vrouwelijke voorzitter van een beursgenoteerd bedrijf in Nederland.
In 1997 trad ze af als voorzitter van de raad van bestuur van Content, nadat ze het bedrijf 25 jaar had geleid en van 100 naar 3000 vaste medewerkers had opgebouwd.
Tóth richtte in 1996 de Sylvia Tóth Charity Stichting op. Met financiële steun van de Sylvia Tóth Charity Stichting werd in mei 2000 het Sylvia Tóth Centrum opgericht voor kinderen met een complexe neurologische aandoening. Het is gevestigd in het Wilhelmina Kinderziekenhuis te Utrecht, een onderdeel van het Universitair Medisch Centrum Utrecht.
In 1998 verkocht ze Content en Schoevers, dat ze enkele jaren daarvoor had aangekocht. Ze startte in dat jaar Tóco d'Azur, een snelgroeiend bedrijf te Nice dat voor buitenlanders, die in Zuid-Frankrijk wonen of er een tweede huis hebben, bij de aan- en verkoop, bouw en renovatie van onroerend goed bemiddelt en persoonlijke dienstverlening biedt. In 2012 richtte ze auSud op, een internationale overkoepelende website van koophuizen in Zuid-Frankrijk.
Tóth was in 1985 zakenvrouw van het jaar. In 1994 werd ze Officier in de Orde van Oranje-Nassau en in 2010 Commandeur in de Orde van Oranje-Nassau. In augustus 2001 was ze te gast in het avondvullende praatprogramma Zomergasten van de VPRO.
Tóth was in 1995 gehuwd met Pierre Vinken en had een relatie met Cor Boonstra, de voormalige ceo van Philips.
Sinds 2011 is zij hertrouwd.
Naast haar stichting heeft Tóth diverse bestuursfuncties bij o.a. het Budapest Festival Orchestra en het New York Philharmonisch Orkest.